# Kelley Peak (Antarktika)

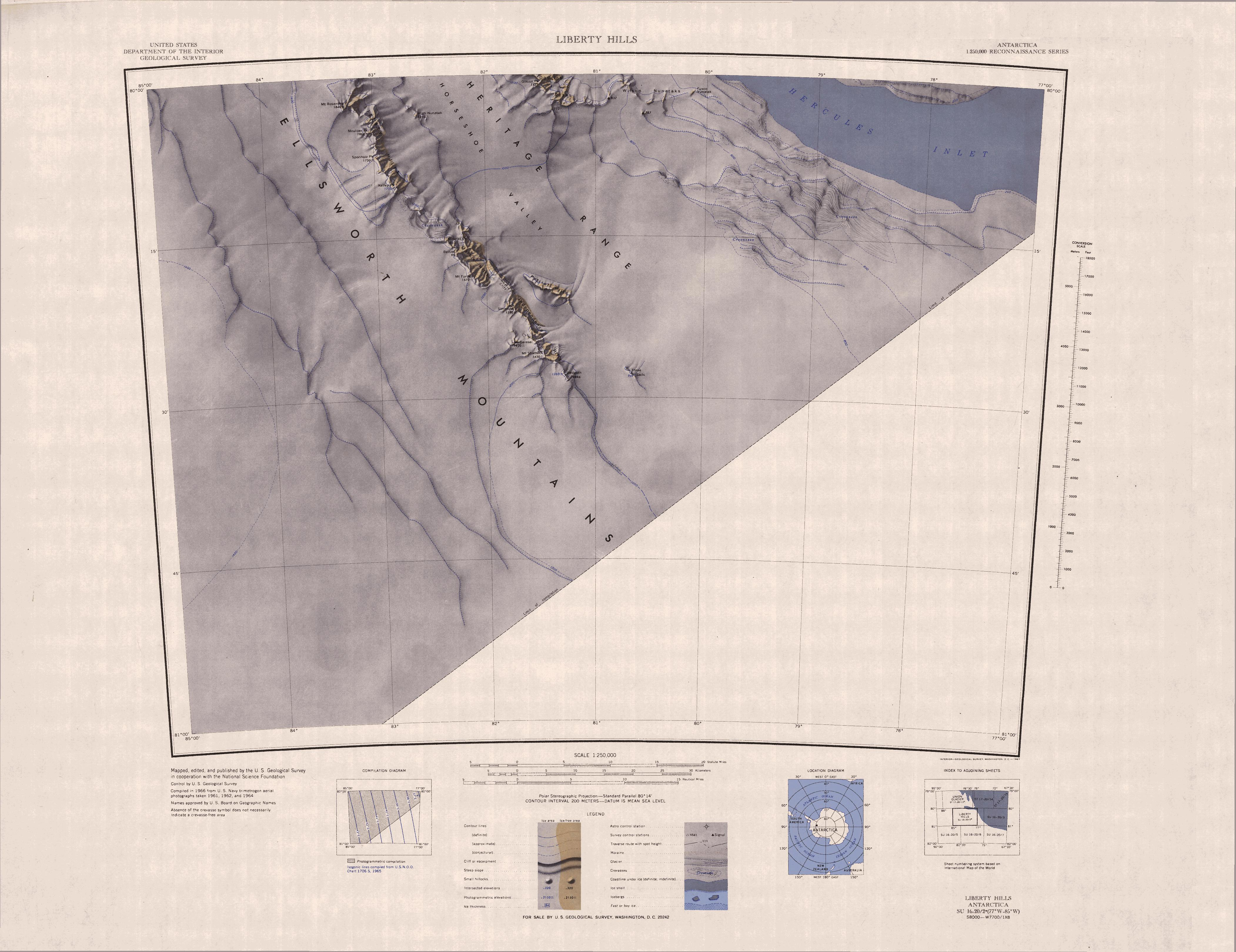
Karte der Region

Der Kelley Peak ist ein 1710 m hoher Berg im westantarktischen Ellsworthland. In der Heritage Range des Ellsworthgebirges ragt er am südlichen Ende der Liberty Hills an der Westseite des Horseshoe Valley auf.
Das Advisory Committee on Antarctic Names benannte ihn 1967 nach Charles C. Kelley von der United States Navy, der beim Absturz der Douglas DC-3/LC-47J Spirit of McMurdo auf dem Ross-Schelfeis als Mitglied der Besatzung ums Leben gekommen war.